# Mahmut Calışkan
Mahmut Calışkan (* 25. Januar 1966 in Istanbul) ist ein ehemaliger deutscher Fußballspieler mit kasachischer Abstammung.
Neun Minuten am 6. März 1993, dem 20. Spieltag der 1. Bundesliga, sorgten dafür, dass der aus Kasachstan stammende Mittelfeldspieler einen Platz in den Statistiken des 1. FC Köln bekam. In der 81. Minute wurde er vom damaligen Trainer Wolfgang Jerat für Ralf Sturm, den Sohn des dreimaligen Nationalspielers Hans Sturm, eingewechselt. Calışkan gehörte eigentlich zum Aufgebot der Amateure des 1. FC Köln, deren Trainer Wolfgang Jerat gewesen war, bevor er am 28. Februar 1993 als Nachfolger von Jörg Berger das Training der Profis übernahm. Es blieben die einzigen Minuten, in denen Mahmut Calışkan die Bühne der 1. Bundesliga spielte.

## Vereine
- 1992–1993 1. FC Köln

## Statistik
- 1. Bundesliga
1 Spiel (eingew. 81. Min.)